# Logania buxifolia
Logania buxifolia är en tvåhjärtbladig växtart som beskrevs av Ferdinand von Mueller. Logania buxifolia ingår i släktet Logania och familjen Loganiaceae. Inga underarter finns listade i Catalogue of Life.